# Apiocera picoides
Apiocera picoides är en tvåvingeart som beskrevs av Paramonov 1953. Apiocera picoides ingår i släktet Apiocera och familjen Apioceridae. Inga underarter finns listade i Catalogue of Life.